# Лазарев, Сергей Вячеславович
Серге́й Вячесла́вович Ла́зарев (род. 1 апреля 1983, Москва) — российский певец, актёр театра, кино и телевидения, телеведущий. Бывший участник поп-группы «Smash!!».
Дважды выступал на международном конкурсе песни «Евровидение» (в 2016 году в Стокгольме и в 2019 году в Тель-Авиве), оба раза занял 3-е место.
Лауреат премий «Золотой граммофон» и «Звуковая дорожка»; многократный участник, а с 2007 года — ведущий ежегодного фестиваля «Песня года». В 2021 году принял участие в конкурсе «Танцы со звёздами», занял 1 место. Победитель четвёртого сезона шоу «Маска» (2023) наряду с Димой Биланом на НТВ.

## Биография

### Семья и ранние годы
- Отец — Вячеслав Юрьевич Лазарев (1957—2017)[7][8] — окончил авиационный институт, пел и играл на гитаре, служил в музыкальном взводе, был солистом ансамбля, который выступал на танцах в офицерском Доме культуры[9].
- Отчим — Михаил Александрович, умер в 2016 году[7][10].
- Бабушка по матери — Жанна Петровна (1938—2023) работала начальником отдела кадров НИОФИ[11].
- Мать — Валентина Викторовна Лазарева (род. 31 октября 1957[12]) — закончила авиационный институт, в 50 лет получила права и научилась водить автомобиль[11].
- Старший брат — Павел Вячеславович Лазарев (1978[12]—2015[13][14]) — девять лет танцевал в ансамбле, занимался бизнесом[9], в ноябре 2014 года отсидел 4 года за хранение наркотиков, умер в больнице через 4 дня после автомобильной аварии, работал у брата в компании[15][16].
  - Племянница — Алина Павловна Лазарева (род. 25.01.2004)[13][17] — солистка группы «Непоседы» с сентября 2015 года[18][19].
- Старшая сестра умерла при рождении[9].
- Младший брат по отцу — Андрей Вячеславович Лазарев (род. 22.10.1998[9][11]).

Родился 1 апреля 1983 года в Москве. С 4 лет занимался спортивной гимнастикой. Родители Вячеслав Юрьевич и Валентина Викторовна Лазаревы развелись, когда он был ещё маленьким. Развод произошёл по инициативе матери, Сергея с братом Павлом воспитывала мать, отец алименты не платил. Постепенно Лазарев прекратил посещение спортивных секций и продолжил занятия в различных детских музыкальных ансамблях. С 9 до 11 лет Сергей Лазарев пел в ансамбле имени Владимира Локтева вместе с братом Павлом. В это же время играл в театре Бориса Покровского. В 1995 году стал одним из участников детского ансамбля «Непоседы». В составе «Непосед» принимал участие в известных телевизионных программах и фестивалях. В том же году снялся в телевизионном юмористическом журнале «Ералаш».
Окончил московскую школу № 1061. В школе впоследствии был создан музей, посвящённый ему. В 1999 году Сергей Лазарев стал студентом театрального вуза — Школы-студии МХАТ, а в 2003 году окончил его (курс Дмитрия Брусникина).

### Карьера
В 2000 году Сергей Лазарев стал участником музыкального проекта «Smash!!».
На первых порах менеджментом дуэта занимался Саймон Нейпер-Белл, который в прошлом был менеджером Wham!. В 2002 году дуэт Лазарева и Топалова победил в конкурсе «Новая волна» в Юрмале. В этом же году дуэт выпустил дебютный альбом Freeway, который почти мгновенно приобрёл статус золотого (продано более миллиона лицензионных копий). Первый клип дуэта на песню «Belle» продержался на верхних строчках чартов MTV в течение полугода. В это же время Лазарев принял участие в спектакле «Ромео и Джульетта» театра им. А. С. Пушкина, где ему досталась главная мужская роль
В 2003 году к многочисленным достижениям Сергея добавилась роль Алёши Карамазова в спектакле «Несколько дней из жизни Алёши Карамазова» в МХАТе им. А. П. Чехова.
3 декабря 2004 года вышел второй альбом группы «Smash!!» — «2nite», а уже в конце года Сергей Лазарев покинул группу и начал сольную карьеру. Певец подписал контракт со звукозаписывающей компанией «Стиль рекордс», и сам занялся поиском и записью материала. Он также вернулся в родной Пушкинский театр для участия в спектакле «Одолжите тенора!».
1 декабря 2005 года вышел дебютный альбом Лазарева Don’t Be Fake. В его состав вошли 12 композиций, записанных в Лондоне, восемь из них Лазарев записал в сотрудничестве с продюсером Брайаном Роулингом, известным работой с такими исполнителями, как Селин Дион, Энрике Иглесиас, Крейг Дэвид, Роб Томас, Бритни Спирс. С начала 2006 года в эфире российских радиостанций появилась первая русскоязычная композиция Лазарева — баллада «Даже если ты уйдёшь».
В конце 2005 года экспертный совет театральной премии «Чайка» отметил игру Лазарева двумя статуэтками — в номинациях «Прорыв года» и «Лучшая любовная сцена». Лазарев также получил премию фонда Олега Табакова за «Талантливый сплав искусства комедийного характерного артиста с музыкальным дарованием» в спектакле «Одолжите тенора». В 2006 году Лазарев получил премии «Хрустальная Турандот» в номинации «Лучший актёрский дебют 2005—2006» и MTV Russia Music Awards в номинации «Лучший исполнитель», а также занял 2 место на конкурсе «Танцы на льду».
В 2007 году вышел второй альбом Лазарева TV Show, на пять песен из которого были сняты видеоклипы. Лазарев записал русскоязычную версию баллады «Almost Sorry», получившую название «Зачем придумали любовь». Русский текст песни по задумке самого Лазарева не был переводом оригинального текста. В том же году он принял участие в конкурсе «Новая волна», где спел песню Майкла Джексона «Earth Song», которая также вошла в альбом Don’t Be Fake. В этом же году стал победителем первого сезона телевизионного конкурса «Цирк со звёздами».
В 2008 году был ведущим программы World Music Chart на телеканале MTV.
В период 2006—2008 годов принимал участие в озвучивании фильмов «Классный мюзикл», «Классный мюзикл: Каникулы», «Классный мюзикл: Выпускной». Показ фильмов осуществил Первый канал.
В 2009 году занял третье место в номинации «Лучший мужчина мира» по версии журнала «Yes! Звёзды».
В марте 2010 года Лазарев заключил контракт с компанией Sony Music Entertainment. 31 марта того же года состоялся релиз альбома Electric Touch. Альбом получил статус золотого в июне 2011 года.
18 сентября 2010 года, во время выступления Сергея Лазарева на Дне города в Ростове-на-Дону, организаторы внезапно оборвали его выступление прямо на середине и отключили микрофон. После этого ведущие концерта объявили салют. Лазарев заявил, что не допел ещё пять песен:
Я должен был работать час, моё выступление задержали, так как была задержка до меня. Вины моей не было! Меня прервали на 40-й минуте концерта.
Кроме того, певец объявил, что намерен продолжить концерт после салюта, однако ему в этом было отказано. В ответ на это через несколько дней начальник управления культуры ростовской городской администрации Людмила Лисицина заявила, что Лазарев и работающие с ним люди были обо всём предупреждены и знали заранее, во сколько им нужно было покинуть сцену. Также она сказала, что его никто не прогонял, а ведущие просто напомнили певцу о времени. Отказ в продолжении концерта после салюта Лисицина объяснила требованиями безопасности, так как иначе могла получиться давка.
В феврале 2012 года Лазарев спел заново с Тимати и впервые с DJ Meg песню «Moscow to California». Был выпущен клип, съёмки которого проходили в Москве и Калифорнии.
В том же году в Пушкинском театре состоялась премьера спектакля «Таланты и покойники», в котором Лазарев был исполнителем главной роли.
Одно время Лазарев угрожал судом социальной сети «ВКонтакте» за нелегальное размещение пиратских копий его песен ещё до их официального релиза. Он потребовал удалить эти копии, но вместо этого 12 декабря 2012 года с «ВКонтакте» были удалены практически все песни Сергея «по причине отсутствия культурной ценности» или «в связи с низким качеством исполнения» (как потом оказалось, эта участь постигла не все песни). Сам певец был очень недоволен этим фактом и решил подать в суд.
В декабре 2012 года вышел четвёртый студийный альбом Лазарева «Лазарев.». Альбом изначально был доступен для продажи в цифровом виде в онлайн-магазине iTunes Store, позже появился и на физических носителях. Вскоре он стал самым продаваемым в России и в марте 2013 года обрёл статус «золотого диска». 8 февраля был выпущен отдельный сингл «Cure the Thunder», записанный дуэтом с американским хип-хоп исполнителем Ти-Пэйном. 17 февраля состоялась премьера клипа. Также существует вторая версия сингла — сольная. 30 марта в СК «Олимпийский» Лазарев представил новое концертное шоу, предназначенное в поддержку альбома «Лазарев.».
14 мая 2013 года вышел видеоклип на сингл «Слёзы в моём сердце» из альбома «Лазарев.». 12 июня, была представлена обновлённая версия сингла, которую спродюсировал диджей Chinkong. 26 августа 2013 года вышел сингл «Stumblin’», а 10 октября — видеоклип. 12 октября состоялась премьера русскоязычной версии сингла под названием «Пьяная песня». 5 декабря был представлен видеоклип «В самое сердце», который был снят на песню-победителя в музыкальном проекте «Хит». Позже композиция была включена в сборник проекта «Шоу „Хит“, Сезон 1».
12 марта 2014 года год вышел клип «Take It Off», который был представлен спустя два года после премьеры самой песни. 25 мая очередным синглом в поддержку альбома «Лазарев.» стал трек «7 Wonders». В сентябре того же года был также выпущен в качестве сингла русскоязычный вариант «7 цифр», а 14 ноября вышел официальный видеоклип.
В апреле года в Пушкинском театре состоялась премьера спектакля «Женитьба Фигаро», ставшего третьей главной ролью в репертуаре Лазарева в этом театре.
В декабре 2014 года Лазарев выпустил видеоальбом «Шоу „Лазарев“: Live in Moscow», который был записан 30 марта 2013 года в рамках шоу в СК «Олимпийский». Ранее с этим концертным туром Лазарев стал обладателем премии «Муз-ТВ» в номинации «Лучшее концертное шоу года».
В 2015 году Лазарев стал ведущим проекта Первого канала «Танцуй!», а также выпустил очередной сингл «Это всё она».
В честь 10-летия своей сольной карьеры 1 апреля 2015 года Лазарев выпустил сборник своих лучших песен на русском языке The Best (Russian Edition). Помимо песен «В самое сердце» и «Весна», которые ранее издавались в качестве синглов и не входили в номерные альбомы певца, в сборник также вошли хиты «Биение сердца», «Даже если ты уйдёшь», «Вспоминай» и балладная версия песни «Слёзы в моём сердце». 23 октября 2015 г. состоялся релиз одноимённого сборника с лучшими англоязычными песнями, в который вошли 29 треков, в том числе новая песня Hard to Love. В ноябре 2015 стартовал гастрольный тур с этой же программой.
В декабре 2015 года Сергей Лазарев был выбран ВГТРК как представитель России на «Евровидении-2016». Певец исполнил песню «You Are the Only One» (авторы музыки Дмитрис Контопулос и Филипп Киркоров, авторы текста Джон Баллард и Ральф Чарли). Лазарев представил сингл и видеоклип в программе «Вести в субботу» 5 марта 2016 года на телеканале «Россия-1» и вышел в финал. 14 мая 2016 года певец занял 3 место в конкурсе «Евровидение-2016» с 491 баллом в финале. По результатам зрительского голосования выступление Сергея стало лучшим, позволив стать ему победителем зрительского голосования. Лазарев получил также Премию Марселя Безансона в номинации «Приз зрительских симпатий».
2 мая 2016 года на одной из репетиций перед конкурсом песни «Евровидение» Сергей Лазарев сорвался с декорации и упал с метровой высоты. Несмотря на заверения команды Лазарева, что артист не пострадал, спустя почти год в эфире программы «Идеальный ремонт» он рассказал, что получил тогда травму правой ноги.
В декабре 2017 года Лазарев представил свой пятый студийный альбом «В эпицентре», на котором предстал в нестандартном лирическом амплуа и который стал его первым альбомом полностью на русском языке. Альбом сразу возглавил российский чарт iTunes, по итогам продаж став платиновым и впоследствии получил премию Муз-ТВ как лучший альбом года (вторую для Лазарева). Несколько месяцев спустя вышел следующий альбом «The One», первый со времён «Don’t Be Fake» полностью на английском языке. Этот альбом также возглавил российский чарт iTunes и получив ту же премию Муз-ТВ. В поддержку обоих альбомов Лазарев организовал новую концертную программу «N-Tour», названную в честь его сына Никиты.
В начале февраля 2019 года Сергей Лазарев вновь был выбран ВГТРК как представитель России на «Евровидении-2019», который состоялся в мае в Тель-Авиве (Израиль). Песню для Лазарева написал Филипп Киркоров в соавторстве с греческим композитором Димитрисом Контопулосом и американской певицей Шерон Вон. Широкой публике композиция, которая называется Scream («Крик»), была представлена 9 марта 2019 года. Постановкой выступления занялся хореограф и режиссёр Фокас Евангелинос. Именно он ставил номер Лазареву на «Евровидение-2016». По результатам голосования певец вновь занял 3 место, получив 370 баллов.
В мае 2019 года Лазарев заявил, что участники «Евровидения» обязаны сдавать кровь с целью выяснения этнического происхождения. Впоследствии в пресс-службе ВГТРК пояснили, что высказывание певца было шуткой.
23 августа 2019 года Лазарев представил свой первый мини-альбом «Я не боюсь», состоящий из восьми песен. Песни были навеяны духом клубной музыки 1990-х годов. Пластинка вновь возглавила российский чарт iTunes.
25 ноября 2019 года Лазарев на своей страничке в Instagram опубликовал пост с обложкой грядущего альбома, из которой стало известно его подлинное название — «Это я», а также дата релиза — 29 ноября. Уже через два часа после выхода альбом попал на второе место в российском чарте iTunes, а к утру поднялся на первое. Помимо России, альбом также возглавил чарт iTunes в Греции и Эстонии. Альбом стал вторым альбомом Лазарева полностью на русском языке.
29 апреля 2020 года вышел сингл «Последний день Помпеи».
В январе 2021 года Сергей принял участие в проекте «Танцы со звездами». Его партнёршей и наставницей стала хореограф Екатерина Осипова. Кроме них, за победу в шоу боролись Евгений Морозов и Инна Свечникова, Давид Манукян и Дарья Палей, а также другие звезды.
26 ноября 2021 года вышел восьмой альбом под названием «8» (на обложке вместо цифры указан знак бесконечности), в который вошла восемь песен, в том числе кавер-версия песни Димы Билана «Мечтатели». Ранее синглами были выпущены песни «НеОдиночки», «Я не могу молчать» и «Ароматом». Фанаты приняли новую пластинку смешанно.
В 2023 году Лазарев гастролировал по стране с концертной программой «Я не боюсь».
В конце марта 2023 выпустил сингл «Не пытайся повторить».
12 июня 2023 Сергей Лазарев выступил с 40-минутным концертом на площадке стадиона Газпром Арена в Санкт-Петербурге в рамках празднования Дня России.
1 октября 2023 года Лазарев дал большой сольный концерт в «Крокус Сити Холле», а уже в конце месяца у него вышел новый альбом, получивший название «Я видел свет». Артист назвал каждую из 10 вошедших в пластинку песен «музыкальным блокбастером». Тогда же исполнитель вернулся в кресло жюри музыкального шоу «Аватар». В этот раз к судьям присоединилась Ирина Понаровская. А в феврале на «России-1» вышел очередной сезон «Ну-ка, все вместе! Хором!», отличие которого состоит в том, что участниками стали коллективы от четырёх человек. Лазарев возглавил сотню экспертов.
Осенью 2023 года артист в последний раз вышел на сцену Московского драматического театра имени А. С. Пушкина, сыграв главного героя спектакля «Женитьба Фигаро».
Принял участие в 4 сезоне шоу «Маска» в образе Скорпиона. Победил вместе с Димой Биланом, выступавшим в образе Мамонтенка.
Весной 2024 года СМИ узнали о подаче Сергеем заявки в Роспатент на регистрацию своего имени и монограммы из двух букв, образующих сердце, в качестве товарного знака.
Проект «Театр в кино» в марте 2024 года представил первый весенний релиз проекта — киноверсию спектакля Театра имени Пушкина «Женитьба Фигаро».

## Личная жизнь
С 2008 по 2012 год Сергей Лазарев встречался с телеведущей Лерой Кудрявцевой.
Дети:
- Сын — Никита Сергеевич Лазарев (род. 31.10.2014).
- Дочь — Анна Сергеевна Лазарева (род. 23.09.2018)[52][53]

23 декабря 2016 года Сергей Лазарев заявил, что у него в 2014 году родился сын Никита.
29 сентября 2019 года в игровой программе «Секрет на миллион» Сергей Лазарев заявил, что год назад у него родилась дочь Анна.

## Дискография

### В составеSmash!!
| Название            | Информация                                                                  | Примечание |
| ------------------- | --------------------------------------------------------------------------- | --- |
| Freeway             | - Релиз: 13 марта 2003 - Лейбл: Universal Music - Формат: Аудиокассета, CD  | - Трек-лист (ссылка) |
| 2nite               | - Релиз: 23 января 2004 - Лейбл: Universal Music - Формат: Аудиокассета, CD | \| № \| Название \| Длительность \| \| ------------------- \| ------------------------------ \| ------------ \| \| 1. \| «Obsession» (Long Version) \| 4:48 \| \| 2. \| «This Could Lead To Something» \| 3:26 \| \| 3. \| «Would You Cry For Me» \| 3:54 \| \| 4. \| «Party 2Nite» \| 3:28 \| \| 5. \| «Come Back To Me» \| 3:39 \| \| 6. \| «Faith» \| 3:10 \| \| 7. \| «Apology» \| 3:51 \| \| 8. \| «Мечта» \| 4:12 \| \| 9. \| «You'll Be My Girl» \| 3:33 \| \| 10. \| «Unless You're With Me» \| 3:27 \| \| 11. \| «Obsession» (Obsessive Mix) \| 3:13 \| \| Общая длительность: \| Общая длительность: \| 38:41 \| |
| №                   | Название                                                                    | Длительность |
| 1.                  | «Obsession» (Long Version)                                                  | 4:48 |
| 2.                  | «This Could Lead To Something»                                              | 3:26 |
| 3.                  | «Would You Cry For Me»                                                      | 3:54 |
| 4.                  | «Party 2Nite»                                                               | 3:28 |
| 5.                  | «Come Back To Me»                                                           | 3:39 |
| 6.                  | «Faith»                                                                     | 3:10 |
| 7.                  | «Apology»                                                                   | 3:51 |
| 8.                  | «Мечта»                                                                     | 4:12 |
| 9.                  | «You'll Be My Girl»                                                         | 3:33 |
| 10.                 | «Unless You're With Me»                                                     | 3:27 |
| 11.                 | «Obsession» (Obsessive Mix)                                                 | 3:13 |
| Общая длительность: | Общая длительность:                                                         | 38:41 |

### Студийные сольные альбомы
| №                   | Название                            | Длительность |
| ------------------- | ----------------------------------- | ------------ |
| 1.                  | «Так красиво»                       | 3:43         |
| 2.                  | «Тактильно»                         | 3:50         |
| 3.                  | «Шёпотом»                           | 2:57         |
| 4.                  | «В Эпицентре»                       | 3:00         |
| 5.                  | «Сдавайся»                          | 3:20         |
| 6.                  | «Вдребезги»                         | 4:07         |
| 7.                  | «Доигрались»                        | 3:04         |
| 8.                  | «Лаки Стрэнджер»                    | 4:09         |
| 9.                  | «Пусть весь мир подождёт»           | 3:03         |
| 10.                 | «Идеальный мир»                     | 3:48         |
| 11.                 | «Пополам»                           | 2:53         |
| 12.                 | «Давай расстанемся»                 | 4:43         |
| 13.                 | «Остров»                            | 4:08         |
| 14.                 | «Новый год»                         | 2:58         |
| 15.                 | «Так красиво» (Rock and Rave Remix) | 3:11         |
| Общая длительность: | Общая длительность:                 | 50:14        |

| №                   | Название                        | Длительность |
| ------------------- | ------------------------------- | ------------ |
| 1.                  | «You Put Out the Fire»          | 3:00         |
| 2.                  | «Eat You Up»                    | 3:03         |
| 3.                  | «Going Under»                   | 3:04         |
| 4.                  | «Deep Blue»                     | 3:31         |
| 5.                  | «On the Other Side»             | 3:06         |
| 6.                  | «Freaky Tonight»                | 2:55         |
| 7.                  | «Lucky Stranger»                | 4:09         |
| 8.                  | «Yesterday»                     | 2:59         |
| 9.                  | «You Are the Only One»          | 3:06         |
| 10.                 | «Flying»                        | 3:02         |
| 11.                 | «Not Worth It Anymore»          | 3:01         |
| 12.                 | «Stand by Me» (feat. DJ Miller) | 3:59         |
| Общая длительность: | Общая длительность:             | 37:35        |

| №                   | Название                           | Длительность |
| ------------------- | ---------------------------------- | ------------ |
| 1.                  | «Эти чувства - вода»               | 3:11         |
| 2.                  | «Лабиринт»                         | 3:26         |
| 3.                  | «Холодный ноябрь»                  | 3:30         |
| 4.                  | «Это я»                            | 3:55         |
| 5.                  | «Снег в океане»                    | 3:46         |
| 6.                  | «Кислород»                         | 3:24         |
| 7.                  | «Бонни и Клайд»                    | 3:26         |
| 8.                  | «Динамит»                          | 3:28         |
| 9.                  | «Кто я тебе?»                      | 3:46         |
| 10.                 | «Моё продолжение (сыну)»           | 3:31         |
| 11.                 | «Так красиво» (Orchestral Version) | 3:56         |
| Общая длительность: | Общая длительность:                | 39:19        |

| №                   | Название               | Длительность |
| ------------------- | ---------------------- | ------------ |
| 1.                  | «Я видел свет»         | 2:42         |
| 2.                  | «Алый закат»           | 3:39         |
| 3.                  | «Вкус малины»          | 4:06         |
| 4.                  | «Ничего не оставили»   | 3:14         |
| 5.                  | «Самообман»            | 3:08         |
| 6.                  | «Цвета одного»         | 3:18         |
| 7.                  | «Кто эти двое?»        | 3:05         |
| 8.                  | «Прощальный поцелуй»   | 3:32         |
| 9.                  | «Не пытайся повторить» | 3:11         |
| 10.                 | «Недосказано»          | 2:59         |
| Общая длительность: | Общая длительность:    | 31:34        |

| №                   | Название                  | Длительность |
| ------------------- | ------------------------- | ------------ |
| 1.                  | «Счастливые тоже плачут»  | 3:55         |
| 2.                  | «Компасы»                 | 3:37         |
| 3.                  | «Родной»                  | 3:34         |
| 4.                  | «Ангелы не умирают»       | 3:21         |
| 5.                  | «Я с тобой»               | 2:46         |
| 6.                  | «ДАЛИ»                    | 3:11         |
| 7.                  | «Я за всё тебя благодарю» | 3:59         |
| 8.                  | «Если бы я мог»           | 3:20         |
| 9.                  | «Последний танец»         | 3:20         |
| Общая длительность: | Общая длительность:       | 29:03        |

| №                   | Название                   | Длительность |
| ------------------- | -------------------------- | ------------ |
| 1.                  | «Руины (После тебя)»       | 3:53         |
| 2.                  | «По твоим следам (Пальто)» | 2:49         |
| 3.                  | «Тут или Там»              | 3:26         |
| 4.                  | «Я обещал тебе»            | 3:19         |
| 5.                  | «Тону в твоих глазах»      | 3:13         |
| 6.                  | «Прощай, моя тоска»        | 2:37         |
| 7.                  | «Безответно»               | 2:55         |
| 8.                  | «Голубоглазая (Дочке)»     | 3:39         |
| 9.                  | «Мы и есть любовь»         | 3:11         |
| Общая длительность: | Общая длительность:        | 29:01        |

### Мини-альбомы
| №                   | Название                | Длительность |
| ------------------- | ----------------------- | ------------ |
| 1.                  | «Лови»                  | 3:29         |
| 2.                  | «Я не боюсь»            | 3:06         |
| 3.                  | «Близко»                | 4:03         |
| 4.                  | «Может»                 | 3:00         |
| 5.                  | «Останови мой пульс»    | 3:09         |
| 6.                  | «Пьяным, чем обманутым» | 3:34         |
| 7.                  | «Влюблённые»            | 3:08         |
| 8.                  | «Goddess» (Bonus Track) | 2:58         |
| Общая длительность: | Общая длительность:     | 25:47        |

| №                   | Название                           | Длительность |
| ------------------- | ---------------------------------- | ------------ |
| 1.                  | «Дурман»                           | 3:33         |
| 2.                  | «Третий»                           | 2:58         |
| 3.                  | «Ароматом»                         | 3:17         |
| 4.                  | «Облака»                           | 3:39         |
| 5.                  | «НеОдиночки»                       | 4:07         |
| 6.                  | «Я не могу молчать» (Deep Version) | 3:30         |
| 7.                  | «Мечтатели»                        | 3:43         |
| 8.                  | «Танцуй»                           | 3:17         |
| Общая длительность: | Общая длительность:                | 26:44        |

### Сборники
| №                   | Название                               | Длительность |
| ------------------- | -------------------------------------- | ------------ |
| 1.                  | «Весна»                                | 3:29         |
| 2.                  | «7 Цифр»                               | 3:27         |
| 3.                  | «В самое сердце»                       | 3:58         |
| 4.                  | «Нереальная любовь»                    | 4:08         |
| 5.                  | «LazerBoy»                             | 3:54         |
| 6.                  | «Найди меня»                           | 3:32         |
| 7.                  | «Слёзы в моём сердце» (Ballad Version) | 3:52         |
| 8.                  | «Даже если ты уйдёшь»                  | 3:59         |
| 9.                  | «Вспоминай»                            | 4:08         |
| 10.                 | «Биение сердца»                        | 4:02         |
| 11.                 | «Отпускаю»                             | 3:40         |
| 12.                 | «Найди меня» (Alex Menco Remix)        | 3:08         |
| 13.                 | «Даже если ты уйдёшь» (HarDrum Remix)  | 3:29         |
| 14.                 | «Биение сердца» (Unorthodoxx Remix)    | 3:42         |
| 15.                 | «7 Цифр» (Sec0ndSkin Remix)            | 4:09         |
| 16.                 | «Биение сердца» (Sec0ndSkin Remix)     | 5:43         |
| Общая длительность: | Общая длительность:                    | 59:00        |

| №                   | Название                                          | Длительность |
| ------------------- | ------------------------------------------------- | ------------ |
| 1.                  | «Breaking Away»                                   | 2:58         |
| 2.                  | «In My Lonely Life»                               | 3:45         |
| 3.                  | «7 Wonders»                                       | 3:26         |
| 4.                  | «Take It Off»                                     | 3:29         |
| 5.                  | «Moscow to California» (feat. Тимати & DJ M.E.G.) | 4:02         |
| 6.                  | «Hard to Love»                                    | 3:53         |
| 7.                  | «Cure the Thunder» (feat. T-Pain)                 | 3:48         |
| 8.                  | «Stumblin'»                                       | 3:56         |
| 9.                  | «Heartbeat»                                       | 4:08         |
| 10.                 | «Lost Without Your Love»                          | 3:39         |
| 11.                 | «Alarm»                                           | 3:39         |
| 12.                 | «Girlfriend»                                      | 3:47         |
| 13.                 | «Breakthrough»                                    | 3:24         |
| 14.                 | «Everytime»                                       | 4:06         |
| 15.                 | «TV or Radio»                                     | 3:14         |
| 16.                 | «Fake»                                            | 2:35         |
| 17.                 | «Just Because You Walk Away»                      | 3:58         |
| 18.                 | «Eye of the Storm»                                | 3:55         |
| 19.                 | «Electric Touch» (Automatiks Remix)               | 3:28         |
| 20.                 | «Under the Moon»                                  | 3:38         |
| 21.                 | «Nobody Told Me»                                  | 3:27         |
| 22.                 | «The Flyer»                                       | 2:58         |
| 23.                 | «Shattered Dreams»                                | 3:13         |
| 24.                 | «Beautiful»                                       | 3:53         |
| 25.                 | «Stereo» (HarDrum Version)                        | 3:30         |
| 26.                 | «Feelin' High»                                    | 4:37         |
| 27.                 | «Instantly»                                       | 4:01         |
| 28.                 | «I'm Gone»                                        | 4:17         |
| 29.                 | «Earth Song»                                      | 5:43         |
| Общая длительность: | Общая длительность:                               | 101:87       |

### Микстейпы
| Название                                  | Информация                                                                         |
| ----------------------------------------- | ---------------------------------------------------------------------------------- |
| Пьяная песня / Stumblin' (Remixes)        | - Релиз: 2014 - Лейбл: Sony Music Russia - Формат: Цифровая дистрибуция            |
| Идеальный мир (Remixes)                   | - Релиз: 17 февраля 2017 - Лейбл: Sony Music Russia - Формат: Цифровая дистрибуция |
| Stand By Me [при уч. DJ Miller] (Remixes) | - Релиз: 13 марта 2018 - Лейбл: Sony Music Russia - Формат: Цифровая дистрибуция   |

### Видеоальбомы
- 2012: Шоу «Биение сердца» — Live In Moscow
- 2014: Шоу «Лазарев» — Live In Moscow
- 2017: Шоу «The Best» — Live in Moscow
- 2020: Шоу «N-Tour» — Live In Moscow

### Официальные синглы
| Год  | Название                                            | Альбом                 |
| ---- | --------------------------------------------------- | ---------------------- |
| 2005 | «Eye Of The Storm»                                  | Don’t Be Fake          |
| 2005 | «Lost Without Your Love»                            | Don’t Be Fake          |
| 2006 | «Fake»                                              | Don’t Be Fake          |
| 2006 | «Everytime» / «Вспоминай»                           | TV Show                |
| 2007 | «Shattered Dreams»                                  | TV Show                |
| 2007 | «TV Or Radio»                                       | TV Show                |
| 2008 | «Girlfriend»                                        | TV Show                |
| 2008 | «Almost Sorry»                                      | TV Show                |
| 2008 | «Lazerboy» (при уч. Тимати)                         | Electric Touch         |
| 2009 | «Найди меня»                                        | Electric Touch         |
| 2010 | «Alarm»                                             | Electric Touch         |
| 2010 | «Instantly»                                         | Electric Touch         |
| 2011 | «Heartbeat»                                         | Electric Touch         |
| 2011 | «Electric Touch»                                    | Electric Touch         |
| 2012 | «Moscow To California» (при уч. DJ M.E.G. и Тимати) | Лазарев.               |
| 2012 | «Take It Off»                                       | Лазарев.               |
| 2012 | «Нереальная любовь»                                 | Лазарев.               |
| 2013 | «Cure The Thunder» (при уч. T-Pain)                 | Лазарев.               |
| 2013 | «Слёзы в моём сердце»                               | Лазарев.               |
| 2013 | «Stumblin'»                                         | Лазарев.               |
| 2014 | «7 Wonders»                                         | Лазарев.               |
| 2016 | «You Are the Only One»                              | THE ONE                |
| 2016 | «Пусть весь мир подождёт»                           | В эпицеNтре            |
| 2016 | «Идеальный мир»                                     | В эпицеNтре            |
| 2017 | «Lucky Stranger»                                    | THE ONE                |
| 2017 | «Так красиво»                                       | В эпицеNтре            |
| 2018 | «Сдавайся»                                          | В эпицеNтре            |
| 2018 | «Шёпотом»                                           | В эпицеNтре            |
| 2019 | «Лови»                                              | Я не боюсь             |
| 2019 | «Я не боюсь»                                        | Я не боюсь             |
| 2020 | «Лабиринт»                                          | Это я                  |
| 2021 | «Снег в океане»                                     | Это я                  |
| 2021 | «Ароматом»                                          | 8                      |
| 2022 | «Танцуй»                                            | 8                      |
| 2022 | «Третий»                                            | 8                      |
| 2023 | «Не пытайся повторить»                              | Я видел свет           |
| 2023 | «Вкус малины»                                       | Я видел свет           |
| 2023 | «Алый закат»                                        | Я видел свет           |
| 2024 | «Я видел свет»                                      | Я видел свет           |
| 2024 | «Самообман»                                         | Я видел свет           |
| 2024 | «Цвета одного»                                      | Я видел свет           |
| 2025 | «Если бы я мог»                                     | Счастливые тоже плачут |
| 2025 | «Тут или Там»                                       | Мы и Есть Любовь       |

### Промосинглы / Другие песни
| Год  | Название                                   | Альбом                              |
| ---- | ------------------------------------------ | ----------------------------------- |
| 2006 | «Just Because You Walk Away»               | Don’t Be Fake                       |
| 2008 | «Зачем придумали любовь?»                  | без альбома                         |
| 2009 | «Stereo»                                   | Electric Touch                      |
| 2011 | «Биение сердца»                            | The Best (Russian Edition)          |
| 2013 | «В самое сердце»                           | The Best (Russian Edition)          |
| 2013 | «Пьяная песня»                             | Пьяная песня / Stumblin' (Remixes)  |
| 2014 | «7 цифр»                                   | The Best (Russian Edition)          |
| 2014 | «Breaking Away»                            | The Best (English Edition)          |
| 2015 | «Весна»                                    | The Best (Russian Edition)          |
| 2015 | «Это всё она»                              | без альбома                         |
| 2015 | «In My Lonely Life»                        | The Best (English Edition)          |
| 2015 | «Hard To Love»                             | The Best (English Edition)          |
| 2017 | «Лаки Стрэнджер»                           | В эпицеNтре                         |
| 2017 | «Прости меня» (при уч. Дима Билан)         | без альбома                         |
| 2017 | «Вдребезги»                                | В эпицеNтре                         |
| 2017 | «Новый год»                                | В эпицеNтре                         |
| 2018 | «Папарацци»                                | без альбома                         |
| 2018 | «Stand By Me» (feat. DJ Miller)            | THE ONE • Stand By Me (Remixes)     |
| 2018 | «Грустные люди» (совм. с Дианой Арбениной) | без альбома                         |
| 2018 | «Холодный ноябрь»                          | Это я                               |
| 2018 | «Пьяным, чем обманутым»                    | Я не боюсь                          |
| 2019 | «Scream» / «Крик»                          | без альбома                         |
| 2019 | «Бонни и Клайд»                            | Это я                               |
| 2020 | «Back In Time» (при уч. DJ Ivan Martin)    | без альбома                         |
| 2020 | «Последний день Помпеи»                    | без альбома                         |
| 2020 | «Я не могу молчать»                        | без альбома                         |
| 2020 | «Я не могу молчать» (Deep Version)         | 8                                   |
| 2020 | «НеОдиночки»                               | 8                                   |
| 2021 | «Не отпускай» (совм. с Ани Лорак)          | без альбома                         |
| 2021 | «Новый год» (совм. с Владом Топаловым)     | без альбома                         |
| 2022 | «Снег» (совм. с Евой Власовой)             | без альбома                         |
| 2023 | «Звёздное эхо»                             | Телешоу «КОНФЕТКА» на ТНТ (Сезон 1) |
| 2023 | «Загадай любовь»                           | Из т/с «Загадай любовь»             |
| 2025 | «Вредные куплеты»                          | Телешоу «КОНФЕТКА» на ТНТ (Сезон 3) |

## Видеография
| Год                           | Клип                                              | Режиссёр                          | Альбом                     |
| В составе дуэта Smash‼        | В составе дуэта Smash‼                            | В составе дуэта Smash‼            | В составе дуэта Smash‼     |
| ----------------------------- | ------------------------------------------------- | --------------------------------- | -------------------------- |
| 2002                          | «Should Have Loved You More»                      | неизвестно                        | Freeway                    |
| 2002                          | «Belle»                                           | Фёдор Бондарчук                   | Freeway                    |
| 2003                          | «Talk To Me»                                      | Георгий Тоидзе                    | Freeway                    |
| 2003                          | «Freeway»                                         | Елена Кипер                       | Freeway                    |
| 2004                          | «The One To Cry»                                  | Григорий Константинопольский      | Freeway                    |
| 2004                          | «Faith»                                           | Eric Zho                          | 2Nite                      |
| Сольная карьера               |                                                   |                                   |                            |
| 2005                          | «Eye Of The Storm»                                | Daniel Woeller                    | Don’t Be Fake              |
| 2005                          | «Lost Without Your Love»                          | Beat Rebmann                      | Don’t Be Fake              |
| 2006                          | «Fake»                                            | Steven Price                      | Don’t Be Fake              |
| 2006                          | «Everytime» / «Вспоминай»                         | Ирина Миронова                    | TV Show                    |
| 2007                          | «Shattered Dreams»                                | Andy Hylton                       | TV Show                    |
| 2007                          | «TV Or Radio»                                     | Andy Soup                         | TV Show                    |
| 2008                          | «Girlfriend»                                      | Kevin Hewitt                      | TV Show                    |
| 2008                          | «Almost Sorry»                                    | Алан Бадоев                       | TV Show                    |
| 2008                          | «Зачем придумали любовь?»                         | Алан Бадоев                       | без альбома                |
| 2008                          | «Наш звёздный час» (feat. Ксения Ларина)          | Ирина Миронова                    | Классный мюзикл (OST)      |
| 2008                          | «Lazerboy» (feat. Тимати)                         | Константин Черепков               | Electric Touch             |
| 2009                          | «Найди меня»                                      | Павел Худяков                     | Electric Touch             |
| 2010                          | «Alarm»                                           | Сергей Солодкий                   | Electric Touch             |
| 2010                          | «Instantly»                                       | Michael Apted                     | Electric Touch             |
| 2011                          | «Heartbeat»                                       | Сергей Солодкий                   | Electric Touch             |
| 2011                          | «Electric Touch»                                  | Сергей Солодкий                   | Electric Touch             |
| 2012                          | «Moscow To California» (feat. DJ M.E.G. & Тимати) | Павел Худяков                     | Лазарев.                   |
| 2012                          | «Нереальная любовь»                               | Константин Черепков               | Лазарев.                   |
| 2013                          | «Cure The Thunder» (feat. T-Pain)                 | Константин Черепков               | Лазарев.                   |
| 2013                          | «Слёзы в моём сердце»                             | Сергей Бандерас                   | Лазарев.                   |
| 2013                          | «Stumblin’»                                       | David Claessen                    | Лазарев.                   |
| 2013                          | «В самое сердце»                                  | Константин Черепков               | The Best (Russian Edition) |
| 2014                          | «Take It Off»                                     | Евгений Тимохин                   | Лазарев.                   |
| 2014                          | «7 Wonders»                                       | Сергей Солодкий                   | Лазарев.                   |
| 2014                          | «7 цифр»                                          | Сергей Солодкий                   | The Best (Russian Edition) |
| 2015                          | «Это всё она»                                     | Константин Черепков               | без альбома                |
| 2015                          | «Весна»                                           | Константин Черепков               | The Best (Russian Edition) |
| 2016                          | «You Are the Only One»                            | Константин Черепков               | THE ONE                    |
| 2016                          | «Breaking Away»                                   | Яннис Пападакис                   | The Best (English Edition) |
| 2016                          | «Идеальный мир»                                   | Сергей Солодкий                   | В эпицеNтре                |
| 2017                          | «Lucky Stranger»                                  | Константин Черепков               | THE ONE                    |
| 2017                          | «Так красиво»                                     | Константин Черепков               | В эпицеNтре                |
| 2017                          | «Прости меня» (feat. Дима Билан)                  | Леонид Колосовский                | без альбома                |
| 2018                          | «Сдавайся»                                        | Алан Бадоев                       | В эпицеNтре                |
| 2018                          | «Шёпотом»                                         | Константин Черепков               | В эпицеNтре                |
| 2019                          | «Scream»                                          | Константин Черепков               | без альбома                |
| 2019                          | «Лови»                                            | Роман Черепков                    | Я не боюсь                 |
| 2019                          | «Я не боюсь»                                      | Константин Черепков, Игорь Рудник | Я не боюсь                 |
| 2020                          | «Лабиринт»                                        | Алексей Куприянов                 | Это я                      |
| 2020                          | «Я не могу молчать»                               | Константин Черепков               | без альбома                |
| 2021                          | «Снег в океане»                                   | Алан Бадоев                       | Это я                      |
| 2021                          | «Ароматом»                                        | Станислав Морозов                 | 8                          |
| 2021                          | «Новый год» (совм. с Владом Топаловым)            | Константин Черепков               | без альбома                |
| 2022                          | «Танцуй»                                          | Константин Черепков               | 8                          |
| 2022                          | «Третий»                                          | Константин Черепков               | 8                          |
| 2022                          | «Снег» (совм. с Евой Власовой)                    | Мари Аянян                        | без альбома                |
| 2023                          | «Не пытайся повторить»                            | Дмитрий Литвиненко                | Я видел свет               |
| 2023                          | «Вкус малины»                                     | Константин Черепков               | Я видел свет               |
| 2023                          | «Алый закат»                                      | Константин Черепков               | Я видел свет               |
| 2024                          | «Загадай любовь»                                  | Ольга Акатьева                    | Загадай любовь (OST)       |
| 2024                          | «Я видел свет»                                    | Мари Аянян                        | Я видел свет               |
| 2024                          | «Самообман»                                       | Константин Черепков               | Я видел свет               |
| 2024                          | «Цвета одного»                                    | Константин Черепков               | Я видел свет               |
| 2025                          | «Если бы я мог»                                   | Саша Сахарная                     | Счастливые тоже плачут     |
| 2025                          | «Тут или Там»                                     | Константин Черепков               | Мы и есть любовь           |
| Участие у других исполнителей |                                                   |                                   |                            |
| 2008                          | «Когда придёт Новый год» (Непоседы)               | Константин Черепков               | без альбома                |
| 2022                          | «Встанем» (SHAMAN)                                | неизвестно                        | без альбома                |

## Туры
- Don’t Be Fake Tour (15 февраля 2006 — 1 июля 2007)
- Life is like a TV Show Tour (1 октября 2007 — 13 декабря 2008)
- Lazerboy Show (18 марта 2009 — 20 октября 2010)
- «Биение сердца» (28 октября 2011—2013)
- «Лазарев.» (30 марта 2013 — 10 октября 2015)
- The Best (21 октября 2015 — 28 ноября 2017)
- «N-Tour» (10 апреля 2018 — 05 сентября 2022)
- «Я не боюсь» (21 сентября 2022 — 27 июля 2025)
- Шоумен (11 октября 2025 — ...)

### The Best
В конце 2015 года, в год десятилетия сольной творческой деятельности, стартовал тур под названием «The Best», приуроченный к выходу одноимённого сборника, в котором собраны самые известные песни артиста за все 10 лет его сольной карьеры, а также несколько новых песен. Тур стартовал в конце октября в Оренбурге, а 12 ноября 2015 года на сцене московского Crocus City Hall состоялась премьера полноценной программы шоу. 24 ноября 2016 года в Crocus City Hall Сергей Лазарев показал 100-е шоу «The Best».

## Фильмография
- 1997 — «Ералаш». Выпуск 124, эпизод 1. «Врун» — ученик художественной школы
- 2005 — Ночь в стиле Disco — камео (в составе Smash!!)
- 2006 — 2008 — Клуб — камео, первая любовь Василисы
- 2008 — Новогодняя ночь на Первом канале — Серёга, сотрудник Первого канала
- 2008 — Красота требует…
- 2009 — Самый лучший фильм-2 — камео, боксёр
- 2009 — Карнавальная ночь с Максимом Авериным — Гарри Поттер
- 2010 — Сваты — камео
- 2011 — Новогодние сваты
- 2011 — Новые приключения Аладдина — жених-неудачник
- 2012 — Zолушка — камео
- 2012 — Папины дочки — камео
- 2017 — Love is
- 2018 — Золушка — Принц
- 2019 — Дылды — камео
- 2023 — Иван Васильевич меняет всё — певец при дворе Людовика XVI
- 2025 — Наша Russia. 8 марта — Дмитрий Юрьевич, учитель труда воронежской школы

### Дубляж

#### Фильмы

##### Зак Эфрон
- 2006 (рус. версия 2008) — Классный мюзикл — Трой Болтон[72][73]
- 2007 (рус. версия 2008) — Классный мюзикл: Каникулы — Трой Болтон[72][73]
- 2008 — Классный мюзикл: Выпускной — Трой Болтон[72][74][75][76]

#### Мультфильмы и мультсериалы
- 2007 — Шрек Третий — Артур[77]
- 2010 — Альфа и Омега: Клыкастая братва — волк Хамфри[78]
- 2017 — My Little Pony в кино — кот Хитрый Хвост[79]
- 2019 — Губка Боб Квадратные Штаны — экскурсовод Роб (серия «Большой день рождения»)[80]

### Песни в телефильмах
- В сериале «Папины дочки» постоянно звучит песня «TV or Radio». Притом Лазарев был кумиром героини Маши (Мирослава Карпович). Также снялся в 373-й серии (3-я серия 19-го сезона) в роли самого себя.
- В скетч-шоу «Наша Russia» исполняется песня «Everytime».
- В скетч-шоу «Даёшь молодёжь!» исполняется песня «Lazerboy».
- В программе «Хорошие шутки» исполняются многие песни Сергея: «Даже если ты уйдёшь», «Вспоминай», «Найди меня», а также другие песни.
- В сериале «Кто в доме хозяин?» используется песня Лазарева «I’m Gone».
- В фильме «Красота требует» исполняется песня «Любви навстречу…»
- Песня «Instantly» — саундтрек к фильму «Хроники Нарнии: Покоритель Зари».
- Песня «There’s A Place For Us» к фильму «Хроники Нарнии: Покоритель Зари» в русской версии фильма.
- В Comedy Woman исполнял песню влюблённого Ромео.
- В мюзикле «Новогодние сваты» исполнил песню «Instantly».
- Киножурнал «Ералаш». «Мальчишки и девчонки…». Песня Лазарева используется со 118 выпуска и до сих пор (в премьерных выпусках).

## Театр

### Дипломный спектакль Школы-студии МХАТ
- «Несколько дней из жизни Алёши Карамазова» — Алёша Карамазов

### Московский драматический театр имени А. С. Пушкина
- «Ромео и Джульетта» — Ромео, постановка — Романа Козака, музыка — Николая Морозова
- «Одолжите тенора!» — Макс
- «Таланты и покойники» — художник Жан-Франсуа Милле, Дейзи Тиллу
- «Женитьба Фигаро» — Фигаро

## Телевидение
- 2006. Участник шоу «Быть Сергеем Лазаревым» Муз-ТВ
- 2006. Победитель проекта телеканала «Россия» «Танцы на льду».
- 2007. Участник шоу «Цирк со звёздами» на Первом канале. Победитель[81]
- 2007, 1 июня. Ведущий премии «Муз-ТВ 2007»
- 2008. Программа «World Music Chart 2008» (MTV). Ведущий[82]
- 2010, 29 сентября. Вместе с Анной Семенович принял участие в программе КВН, выступив в приветствии команды КВН «Триод и Диод»[83]
- «Песня года». Ведущий с 2008 года[84]
- 2011—2012. Второй сезон танцевального проекта «Майdан’s» («Интер»). Ведущий[85]
- 2011, осень. Участник проекта «Призрак оперы» на Первом канале
- 2012, весна. «Удиви Меня» на ТВ 3. Жюри
- 2013, лето. Участник проекта «Универсальный артист» на Первом канале
- 2013, осень. Участник проекта «Хит» на канале «Россия-1»
- 2014, весна-лето. Тренер в проекте «Голос страны» (укр. Голос країни) на канале 1+1 (Украина)
- 2014, осень. Тренер-победитель на проекте «Хочу к Меладзе» на канале НТВ
- 2015. Ведущий развлекательного шоу «Танцуй» совместно с Екатериной Варнавой[20]
- 2016. Жюри «Детской Новой волны»
- 2017. Жюри «Новой волны»
- 2019—2024. Глава сотни проекта «Ну-ка, все вместе!» на канале «Россия-1»
- 2020. На один выпуск-ведущий проекта «Ну-ка, все вместе!» на канале «Россия-1»
- 2020. Специальный гость в образе Динозавра на телешоу «Маска» на канале НТВ.
- 2021. Победитель проекта телеканала «Россия-1» «Танцы со звёздами».
- с 2021. Ведущий шоу «Дуэты» «Россия-1»
- 2021. Специальный гость в шестом выпуске программы «ШоуМаскГоОн» на телеканале «НТВ»
- 2022, 2023. Член жюри телешоу «Аватар» на НТВ.
- 2023. Победитель 4-го сезона шоу «Маска» в костюме Скорпиона.[86]
- 2025. Член жюри специального выпуска 6 сезона шоу «Маска», посвящённый Сергею Лазареву («Лазаревовидение»).

## Награды и номинации
Музыкальные награды
- 1995 — победитель телевизионного конкурса детской песни «Золотой ключик» (телеканал РТР)[20]
- 1996 — первое место в конкурсе «Браво Брависсимо» (Италия)
- 1997 — победитель всероссийского конкурса «Утренняя звезда»
- 2002 — первое место в международном музыкальном конкурсе «Новая волна» в Латвии (в составе группы Smash!!)
- 2003 — премия «Евро-хит» радио «Европа плюс» (в составе группы Smash!!)
- 2003 — премии «Стопудовый хит», «LOVE RADIO», «Звуковая дорожка» (в составе группы Smash!!)
- 2004 — премии «Стопудовый хит», «Звуковая дорожка» (в составе группы Smash!!)
- 2005 — премия «Золотая пчела» в номинации «Лучшая группа» (в составе группы Smash!!)
- 2008 — премия «Золотая семёрка» журнала «7 дней» в номинации «Самый популярный исполнитель»
- 2008 — премия журнала Glamour в номинации «Мужчина года»
- 2009 — премия «Бог эфира»
- 2009 — 3-е место в номинации «Лучший мужчина мира» по версии журнала «Yes! Звёзды».
- 2011 — Fashion People Awards 2011 в номинации «Fashion певец»
- 2011 — «MAY FASHION — 2011»: ТОР-100 самых красивых людей Москвы
- 2015 — самый стильный по версии журнала Hello![англ.]
- 2015 — премия Fashion People Awards в номинации «Fashion — певец года»
- 2015 — премия RU.TV в номинации «Лучший певец»
- 2015 — Российская национальная музыкальная премия в номинации «Лучший исполнитель популярной музыки»
- 2015 — премии MusicBox в номинации «Певец года»
- 2016 — премия RU.TV в номинации «Лучший певец»[87]
- 2016 — премия «Муз-ТВ» в номинации «Исполнитель года»[88] и победитель в специальной номинации «Мировой прорыв года»
- 2016 — премия Russian MusicBox в Номинации Лучший Певец
- 2017 — премия Russian MusicBox в Номинации Клип года: Сергей Лазарев — Lucky Stranger и специальной награды Самый большое количество голосов из-за рубежа — Сергей Лазарев
- 2017 — премия «Муз-ТВ» в номинации «Лучшая песня».
- 2017 — Российская национальная музыкальная премия «Виктория» в номинации «Лучшее музыкальное видео» — «Так красиво».
- 2018 — «Певец года» на Первой международной премии «BRAVO».
- 2018 — премия «Дай Пять» в номинации «Любимый певец».
- 2018 — премия RU.TV в номинации «Лучший певец».
- 2018 — Вторая музыкальная премия «Жара Music Awards» в номинации «Лучший певец»[89].
- 2019 — Премия Ру ТВ «Лучший видеоклип» Сдавайся
- 2021 — премия RU.TV в номинации Лучший фанклуб
- 2023 — премия RU.TV в номинации Выбор «Voice»
- 2023 — премия RU.TV в номинации Лучшее сольное концертное шоу

«Золотой граммофон»
- 2003 — премия за песню «Молитва» (в составе группы Smash!!)
- 2006 — премия за песню «Даже если ты уйдёшь»
- 2014 — премия за песню «В самое сердце»
- 2015 — юбилейная премия за песню «В самое сердце»[90]
- 2016 — премия за песню «Пусть весь мир подождёт» (русская версия «You Are The Only One»)
- 2018 — премия за песню «Так красиво»
- 2019 — премия за песню «Шёпотом»
- 2020 — премия за песню «Я не боюсь»
- 2021 — премия за песню «Я не могу молчать»
- 2022 — премия за песню «Танцуй»
- 2023 — премия за песню «Третий»
- 2024 — премия за песню «Вкус малины»
- 2024 — премия за песню «Алый закат»

Премия «Муз-ТВ»
- 2003 — премия в номинациях «Открытие года» и «Лучшее европейское звучание» (в составе группы Smash!!)
- 2004 — премия в номинации «Лучшая поп-группа» (в составе группы Smash!!)
- 2006 — премия в номинации «Прорыв года»
- 2009 — премия в номинации «Лучший исполнитель»
- 2011 — премия в номинации «Лучший альбом» (Electric Touch)
- 2014 — премия в номинации «Лучшее концертное шоу»
- 2015 — премия в номинации «Лучшее мужское видео»
- 2016 — премия в номинации «Лучший исполнитель» и специальной награды «Мировой прорыв года»
- 2017 — премия в номинации «Лучшая песня» (You are the only one)
- 2018 — премия в номинации «Лучший альбом» (В эпицеNтре).
- 2019 — премия в номинации Лучший альбом: «The one»[92]
- 2019 — премия в специальной номинации «За вклад в продвижение отечественной музыки на международной сцене»[92]

MTV Russia Music Awards
- 2004 — премия «Лучший поп-проект» (в составе группы Smash!!)
- 2006 — премия в номинации «Лучший исполнитель»
- 2008 — премия «Артист года»[93][94]

Жара Music Awards
- 2019 — премия в номинации «Лучший певец»
- 2020 — премия в номинации «Лучший альбом»: «Я не боюсь»
- 2022 — премия в номинации «Концертный тур»: «N-tour»
- 2023 — премия в номинации «Звезда Авторадио»

Российская национальная музыкальная премия
- 2015 — премия в номинации «Лучший исполнитель популярной музыки»
- 2017 — премия в номинации «Лучшее музыкальное видео»: «Так красиво»

Театральные премии
- В 2003 году номинирован на премию «Чайка» за лучшую любовную сцену в спектакле «Ромео и Джульетта», а также на театральную премию «Дебют»[95].
- В декабре 2005 года получил две театральные премии «Чайка» в номинациях «Прорыв года» и «Для тех, кто любит погорячее» за роль Макса в спектакле «Одолжите тенора!».
- В марте 2006 года получил премию некоммерческого фонда поддержки и развития театра Олега Табакова «За сплав музыкального дарования с театральным мастерством» за роль Макса в спектакле «Одолжите тенора!».
- В июне 2006 года получил премию «Хрустальная Турандот» в номинации «Лучший актёрский дебют».
- В ноябре 2012 года стал лауреатом популярной премии «Звезда театрала» в номинации «Лучшая мужская роль».

## Чарты
| Год  | Название                                             | Чарты                                           | Чарты                                 | Чарты                              | Чарты                                       | Чарты                             | Чарты                      | Чарты                                 | Альбом                     |
| Год  | Название                                             | Top Radio & YouTube Hits (Tophit Общий Топ-100) | Top Radio Hits (Tophit Общий Топ-100) | Россия (Tophit Московский Топ-100) | Россия (Tophit Санкт-Петербургский Топ-100) | Украина (Tophit Киевский Топ-100) | Audience Choice TopHit 100 | Top Radio Hits (Tophit Годовой общий) | Альбом                     |
| ---- | ---------------------------------------------------- | ----------------------------------------------- | ------------------------------------- | ---------------------------------- | ------------------------------------------- | --------------------------------- | -------------------------- | ------------------------------------- | -------------------------- |
| 2005 | «Eye of the Storm»                                   | —                                               | 47                                    | 66                                 | —                                           | —                                 | 6                          | 168                                   | Don’t Be Fake              |
| 2005 | «Lost without Your Love»                             | —                                               | 6                                     | 16                                 | —                                           | —                                 | 5                          | 39                                    | Don’t Be Fake              |
| 2006 | «Даже если ты уйдёшь» («Just Because You Walk Away») | —                                               | 5                                     | 16                                 | —                                           | —                                 | 1                          | 2                                     | Don’t Be Fake              |
| 2006 | «Fake»                                               | —                                               | 7                                     | 42                                 | —                                           | —                                 | 1                          | 64                                    | Don’t Be Fake              |
| 2007 | «Shattered Dreams»                                   | —                                               | 19                                    | 27                                 | —                                           | —                                 | 6                          | 91                                    | TV Show                    |
| 2007 | «Everytime» («Вспоминай»)                            | 198                                             | 11                                    | 21                                 | —                                           | —                                 | 1                          | 93                                    | TV Show                    |
| 2007 | «TV or Radio»                                        | —                                               | 72                                    | —                                  | —                                           | —                                 | 20                         | —                                     | TV Show                    |
| 2008 | «Girlfriend»                                         | —                                               | 28                                    | 29                                 | 20                                          | 19                                | 10                         | 67                                    | TV Show                    |
| 2008 | «Almost Sorry» («Зачем придумали любовь»)            | —                                               | 72                                    | 123                                | —                                           | 48                                | 5                          | —                                     | TV Show                    |
| 2008 | Lazerboy (feat. Тимати)                              | —                                               | 69                                    | 77                                 | 43                                          | 62                                | 6                          | —                                     | Electric Touch             |
| 2009 | «Stereo»                                             | —                                               | 18                                    | 25                                 | 20                                          | —                                 | 20                         | 75                                    | Electric Touch             |
| 2009 | «Найди меня» «Fine Me»                               | —                                               | 18                                    | 14                                 | 22                                          | —                                 | 4                          | 105                                   | Electric Touch             |
| 2010 | «Alarm»                                              | —                                               | 38                                    | 48                                 | 45                                          | —                                 | 8                          | —                                     | Electric Touch             |
| 2010 | «Feelin' High»                                       | —                                               | 33                                    | 27                                 | 25                                          | —                                 | 21                         | 167                                   | Electric Touch             |
| 2010 | «Instantly»                                          | —                                               | 97                                    | 102                                | —                                           | —                                 | 70                         | —                                     | Electric Touch             |
| 2011 | «Heartbeat» («Биение сердца»)                        | —                                               | 26                                    | 23                                 | 24                                          | 80                                | 11                         | 92                                    | Electric Touch             |
| 2011 | «Electric Touch»                                     | —                                               | 30                                    | 33                                 | 28                                          | —                                 | 12                         | 164                                   | Electric Touch             |
| 2012 | «Moscow to California» (feat. DJ M.E.G. & Тимати)    | —                                               | 19                                    | 23                                 | 13                                          | —                                 | 8                          | 95                                    | Лазарев.                   |
| 2012 | «Take It Off»                                        | —                                               | 69                                    | 63                                 | 64                                          | —                                 | 51                         | —                                     | Лазарев.                   |
| 2012 | «Нереальная любовь»                                  | —                                               | 129                                   | —                                  | —                                           | 76                                | 17                         | —                                     | Лазарев.                   |
| 2013 | «Cure the Thunder» (feat. T-Pain)                    | —                                               | 40                                    | 49                                 | 30                                          | —                                 | 23                         | 127                                   | Лазарев.                   |
| 2013 | «Слёзы в моём сердце»                                | —                                               | 138                                   | —                                  | —                                           | —                                 | 3                          | —                                     | Лазарев.                   |
| 2013 | «Stumblin'»                                          | —                                               | 45                                    | 29                                 | 30                                          | —                                 | 146                        | —                                     | Лазарев.                   |
| 2013 | «В самое сердце»                                     | —                                               | 8                                     | 18                                 | 21                                          | 43                                | 13                         | 49                                    | The Best (Russian Edition) |
| 2014 | «7 Wonders» («7 цифр»)                               | 41                                              | 35                                    | 43                                 | 29                                          | —                                 | 22                         | 84                                    | Лазарев.                   |
| 2015 | «Весна»                                              | —                                               | 80                                    | 133                                | —                                           | —                                 | 14                         | —                                     | The Best (Russian Edition) |
| 2015 | «Это все она» («In my lonely life»)                  | 11                                              | 10                                    | 18                                 | 17                                          | 47                                | 10                         | 55                                    | The Best (English Edition) |
| 2016 | «You Are the Only One»                               | 24                                              | 18                                    | 29                                 | 13                                          | 67                                | 15                         | 163                                   | The One                    |
| 2016 | «Чем измерить Сочи?» (feat. артисты Новой волны)     | —                                               | 58                                    | 91                                 | —                                           | —                                 | 292                        | —                                     | TBA                        |
| 2016 | «Breaking Away»                                      | —                                               | 199                                   | —                                  | —                                           | —                                 | 102                        | —                                     | The Best (English Edition) |
| 2016 | «Пусть весь мир подождёт»                            | 25                                              | 22                                    | 28                                 | 34                                          | —                                 | 24                         | —                                     | В Эпицентре                |
| 2016 | «Идеальный мир»                                      | 102                                             | 81                                    | —                                  | —                                           | —                                 | 19                         | —                                     | В Эпицентре                |
| 2017 | «Лаки стрэнджер» («Lucky Stranger»)                  | 35                                              | 27                                    | —                                  | —                                           | —                                 | —                          | 135                                   | В Эпицентре                |
| 2017 | «Прости меня» (feat. Дима Билан)                     | —                                               | —                                     | —                                  | —                                           | —                                 | —                          | —                                     | TBA                        |
| 2017 | «Так красиво»                                        | 5                                               | 3                                     | 9                                  | —                                           | —                                 | —                          | 113                                   | В Эпицентре                |
| 2018 | «Сдавайся»                                           | 34                                              | 18                                    | -                                  | —                                           | —                                 | —                          | -                                     | В Эпицентре                |
| 2018 | «Шёпотом»                                            | 20                                              | 15                                    | -                                  | —                                           | —                                 | —                          | -                                     | В Эпицентре                |

## Критика
Хотя Сергей Лазарев является одним из самых продаваемых российских исполнителей, вокруг него достаточно много критики как от профессиональных музыкальных критиков, так и от простых слушателей. Немало критики связано с тем, что часть его песен англоязычные.
В 2012 году Сергей Лазарев расширил языковый спектр своего репертуара, исполнив на украинском языке в дуэте с Ани Лорак известную песню украинской группы «Океан Ельзи» «Я не здамся без бою» (рус. «Я не сдамся без боя»).
Певец неоднократно отмечал, что образцом качества для него является не русская, а американская эстрада.

## Взгляды
Неоднократно заявлял о толерантном отношении к ЛГБТ, высказывал отрицательное мнение по поводу принятия закона о запрете «пропаганды гомосексуализма». После волны самоубийств гомосексуальных подростков в США выражал неприязнь к тому, что происходит в России с ЛГБТ-подростками.
В декабре 2011 отрицательно отозвался о начавшихся в тот момент массовых акциях протеста, отметив отсутствие среди лидеров оппозиции альтернативы действующим руководителям страны и предположив, что на взгляды митингующих может влиять «стадное чувство». Певец отметил, что он не против Путина, Медведева и «Единой России», но против откровенного обмана, беспорядков и анархии.

В интервью украинскому телеканалу 1+1 в июне 2014 года отметил, что не испытал «радости и эйфории» по поводу аннексии Крыма, также заявил что не будет участвовать в концертах в поддержку аннексии 
«Возможно, в меня сейчас полетят помидоры со стороны российских фанатов, но я привык так, что я приезжаю в Ялту — и для меня это Украина».

«Что точно я не буду делать — принимать участие в подобных мероприятиях, которые будут с восторгом кричать: „Крым наш, мы вместе, мы отняли“. Я это не поддерживаю». 
Позже певец заявил, что его слова «показаны в урезанном виде» и вырваны из контекста, действия журналистов он назвал провокацией. В 2021 году выступил в Лужниках на митинг-концерте Крымская весна, в честь аннексии Крыма.
В феврале 2022 года выступил против вторжения России на Украину, опубликовав антивоенное заявление.
Впоследствии удалил антивоенные высказывания, был заявлен на участие в концерте в поддержку российского нападения «ZaРоссию» в Липецке (участие было отменено с заменой на Николая Баскова) и стал выступать с провоенных позиций, распространяя нарративы прокремлевской пропаганды. В мае 2022 принял участие в благотворительном концерте «Русского радио» для детей из Донбасса, дал концерт детям из оккупированных украинских областей. 1 июня того же года в своём Telegram-канале он осудил бойкот русской культуры в мире. Осенью 2022 года, в числе других провластных звёзд российской эстрады поддерживающих российскую агрессию против Украины, принял участие в записи песни и пропагандистского клипа Встанем. 30 сентября 2022 года выступил на митинг-концерте на Красной площади в честь аннексии оккупированных территорий Украины.

## Санкции
7 января 2023 года внесён в санкционные списки Украины против лиц «которые публично призывают к агрессивной войне, оправдывают и признают законной вооружённую агрессию РФ против Украины, временную оккупацию территории Украины», предполагающие блокировку активов, полное прекращение коммерческих операций, остановку выполнения экономических и финансовых обязательств. Ранее Лазарев был внесён ФБК в список коррупционеров и разжигателей войны за активную поддержку войны на Украине и участие в пропагандистских мероприятиях, отмечается что Лазарев «публично опроверг якобы сделанные им антивоенные заявления, назвав публикации о них в прессе „фейком“».

## Цензура
1 декабря 2023 года районный суд в Санкт-Петербурге оштрафовал на полмиллиона рублей музыкальный канал Avia TV по делу о пропаганде ЛГБТ после выхода в эфире клипа Лазарева «Так красиво». В административном протоколе говорилось, что в клипе показаны «кисти рук, ласкающие друг друга», что расценивается как «взаимодействие лиц, транслирующих свои гомосексуальные предпочтения». Клип опубликован с пометкой для аудитории старше 18 лет. В нём снялись несколько гомосексуальных и гетеросексуальных пар разных возрастов, а также семьи с маленькими детьми на руках. В ролике люди обнимаются, целуются и держатся за руки. На следующий день клип исчез из ютьюб-канала и сайта певца.